# Poétique (revue)
Pour les articles homonymes, voir Poétique (homonymie).
Poétique est une revue de théorie et d'analyse littéraires fondée en 1970 par Hélène Cixous, Gérard Genette et Tzvetan Todorov. Elle est éditée par  les Éditions du Seuil. Trimestrielle jusqu'en 2012, elle change de périodicité en 2013 et devient semestrielle.